# Benevento
Benevento Campania azonos nevű megyéjének központja, 50 km-nyire Nápolytól. Egy 130 m magas dombon fekszik a Calore Irpino és Sabato folyók találkozásánál. Katolikus érseki székhely.
Benevento a római Beneventum helyén épült. Eredetileg Maleventumnak vagy pontosabban Maloeisnek nevezték a görög malon szó után, melynek jelentése alma. A római feltételezés, miszerint jelentése "a kedvezőtlen szelek vidéke" lenne ma már nem elfogadott a történészek körében. Korábbi szerzők feltételezései szerint a név jelentése: "őrült emberek városa", miután az ősi időkben úgy tartották, hogy az őrült emberek fejében vihar kavarog. Római időkben úgy tartották, hogy a várost Diomédesz alapította a trójai háborúk után.

## Történelem

### Ókor
Az ókorban a szamniszok központja volt, akik itt találtak menedéket az i. e. 314-es, rómaiaktól elszenvedett vereség után. Úgy tartják, hogy nem került római kezekbe csak miután Epiruszi Pürrhosz elhagyta Szicíliát, viszont katonai bázis volt az ellene induló hadjáratokban a beneventumi csatáig (i. e.275), amikor is Pürrhosz felhagyott az itáliai hadjárataival.
A római várost I. e. 265-ben alapítottak itt és ekkor változtatták meg a település nevét babona miatt (male=rossz, bene=jó) és ekkor hosszabbították meg a Via Appiát Capuától Beneventumig. Római kezekben maradt a pún és itáliai háborúk ideje alatt is. Ezek után municípium lett, majd Augustus idejében kolónia.
A középkori erődítmények, melyek hossza majdnem 2 km, az ókori védelmi vonalakat követi, amelyeket Totila seregei romboltak le.
Mivel hat út találkozásánál fekszik, jelentős kereskedelmi központ volt. Traianus diadalíve – melyet 114-ben emeltek – az egyik legjobban megőrzött római kori emlék Campaniában. A Rómában található Titus diadalívéhez hasonlít, domborművei Traianus életét mutatják be. Szobrainak egy része a londoni British Museumban található.

### Beneventói Hercegség
Kevéssel azután, hogy Totila 545-ben kifosztotta a várost és lerombolta védvonalait, Benevento az erős longobárd hercegség központja lett. A Beneventói Hercegség keletkezésének körülményei máig vitatottak. Egyes feltételezések szerint a longobárdok már a Pó völgyének elfoglalása előtt megjelentek Dél-Itáliában és a hercegséget 576-ban alapították a Zotto által vezetett seregek, akik függetlenek voltak az északi longobárd királytól.
Zotto utóda a Friuliból származó I. Arechis (meghalt 640-ben) volt. Ő hódította meg Capuát, Crotonét, kifosztotta Amalfit, viszont nem sikerült elfoglalnia Nápolyt. Uralkodása utána a dél-itáliai területek nagy részét korábban uraló Bizánci Birodalomhoz már csak Nápoly, Gaeta, Sorrento, Calabria csücske valamint Puglia tengerparti városai tartoztak.
Az ezt követő évtizedekben a Beneventói Hercegség számos újabb területet hódított meg Dél-Itáliában. Az legfőbb ellenség maga a Longobárd Királyság lett. Liutprand, longobárd király többször is beavatkozott a hercegség utódlási problémáiba, utóda Ratchis, idegen területnek nyilvánította a Spoletói és Beneventói Hercegségeket, ahova királyi engedély nélkül tilos volt utazni.

A Beneventói Hercegség 1000 körül.

 A Longobárd Királyság 779-ben bekövetkezett összeomlása után II. Arechist az új frank királyság hercegévé nevezték ki, miután lemondott területének egy részéről a Pápai Állam javára. Beneventót tartották a "második Pavia"-nak miután a longobárdok elveszítették egykori fővárosukat. A hercegség rövid életűnek bizonyult: Siconulf vezetésével 851-ben kivált Salerno, majd a század végére Capua is függetlenné vált.
Az ún. Longobárdia minor-t utoljára Pandolfo Testa di Ferro herceg egyesítette, aki kiterjesztette hatalmát Mezzogiorno területére. Halála előtt (981. március) I. Ottó német-római császártól megkapta a Spoletói Hercegi címet is. Úgy Benevento, mint Salerno is fellázadt fia – és egyben örököse –, II. Pandulf ellen.
A 11. század első évtizedeiben két további német eredetű uralkodó gyakorolta a hatalmat Dél-Itália felett: II. Henrik német-római császár 1022-ben meghódította Capuát és Beneventót, de visszatért Troia sikertelen ostroma után. Hasonló eredményeket ért el II. Konrád német-római császár is 1038-ban. Ekkor a három szomszédos állam (Benevento, Capua és Salerno) gyakran állt hadban egymással, ami kedvezett a normannok dél-itáliai felemelkedésének. Közülük a leghíresebb Robert Guiscard volt, aki 1053-ban elfoglalta Beneventót miután III. Henrik felhatalmazta rá 1047-ben, miután III. Pandulf, Benevento Hercege becsukatta a város kapuit előtte. A hercegeket később kitiltották a városból és csak akkor kerültek vissza, amikor a pápa nem tudta megszervezni a védelmet Guiscard csapatai ellen. A város 1801-ig a Pápai Állam része volt.

### Pápai Benevento
Benevento békés körülmények között került a pápai birtokok közé, miután III. Henrik német-római császár elcserélte IX. Leó pápával a bambergi püspökségért 1077-ben. Benevento volt a központja a dél-olaszországi pápai hatalomnak. A pápa kinevezett rectorain keresztül gyakorolta a hatalmat. A terület 1806-ig pápai birtok volt. Ekkor Napóleon külügyminiszterének, Charles-Maurice de Talleyrand-nak ajándékozta és felruházta Független Hercegi címmel. Talleyrand viszont soha nem telepedett meg a hercegségben, amely 1815-ben visszakerült a Pápai Államhoz. 1860-ban egyesült az Olasz Királysággal.

### Magyar vonatkozások

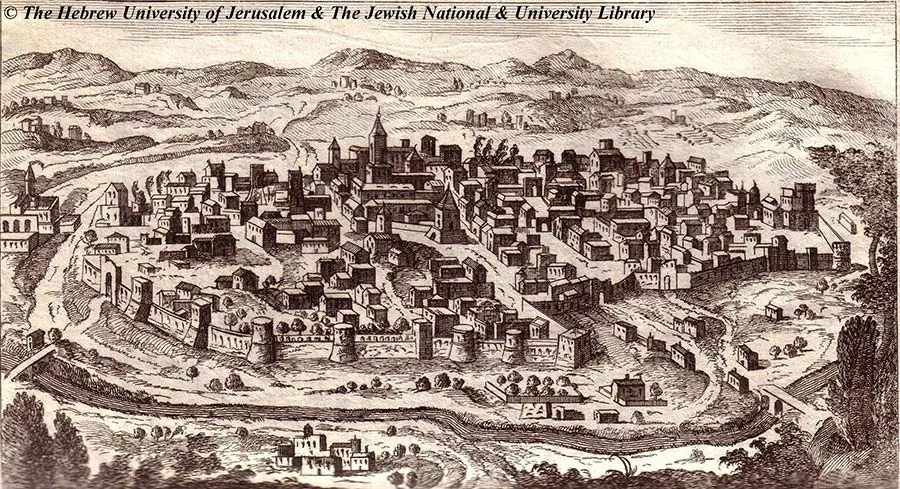
Benevento egy nagyon pontos középkori litográfián

1347 novemberében, miután minden diplomáciai lehetőséget kihasznált, I. Lajos haddal indult a Nápolyi Királyság ellen. Egyik alvezére, Niccolo Gaetano gróf a hadjárat első csatájában Capua városánál 1348. január 11-én tönkreverte a Tarantói Lajos által vezetett nápolyi sereget. Az ütközet idején I. Lajos Benevento közelében tartózkodott a főseregével, mivel a grófnak eredetileg az volt a feladata, hogy áltámadásokkal fedezze a király vezette fősereg vonulását. A capua-i összeomlás hírére azonban a város megnyitotta kapuit a magyar király előtt, aki néhány napot töltött a városban, több csapattestét bevárva. Lajos január 16-án hagyta el Benevento-t, Aversa városa felé vonulva.
Lajos második nápolyi hadjárata során, 1350 júliusában a Névtelen Minorita szerint Melfi várának ostroma közben Lackfi Miklós és unokaöccse Dénes Benevento városánál 150 katonával 300 német zsoldoson ütött rajta, akik azt tervezték, hogy a magyar királyt megkötözve viszik I. Johanna nápolyi királynő elé. Lackfiék a zsoldosok egyik felét levágták, a másik felét pedig megkötözve hurcolták Lajos elé, aki lefegyvereztette, majd szétkergettette őket. Küküllei János szerint Lackfiék rajtaütése Lucera közelében lehetett, ahol 50 magyar katona harcolt 120 zsoldos ellen, a foglyokat pedig Lajos megvendégelte, mielőtt szétkergettette őket.

## Főbb látnivalói

### Ókori emlékek

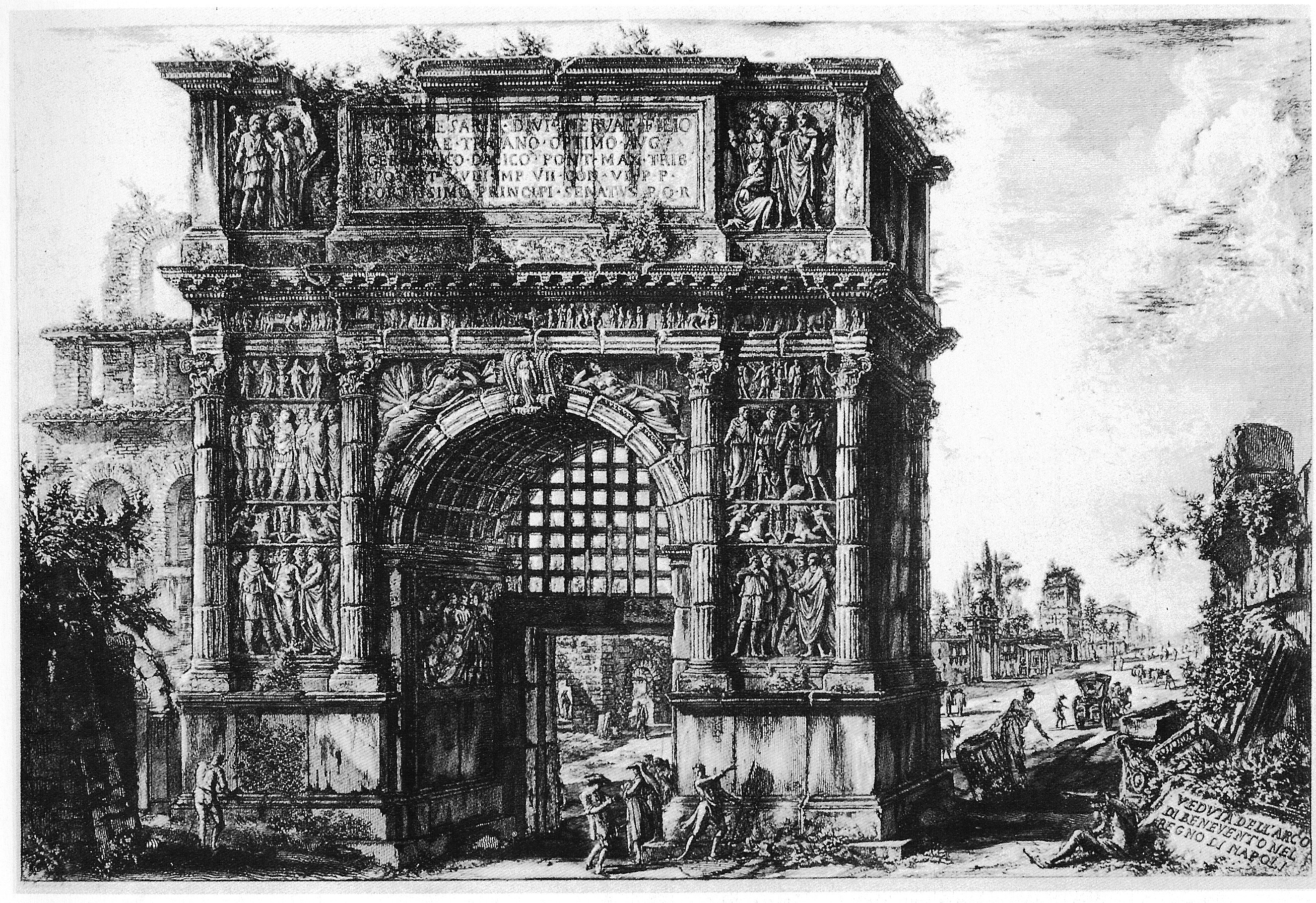
Traianus diadalíve

Benevento klasszikus ókori emlékei közül a legjelentősebb Traianus diadalíve, amelyet 114-ben emeltek a császár dicsőítésére. Domborművei a császár életének mozzanatait ábrázolják. A diadalív Benevento bejárata volt a Via Traiana felől, út, amely Rómát és Brindisit kötötte össze.
Más jelentősebb ókori emlékek:
- A katedrális melletti római színház. Hadrianus építtette, majd Caracalla bővítette ki. 90 m átmérőjű és 10 000 férőhelye volt. Ma színházi és opera előadásokra használják.
- 60 m hosszú cryptoporticus, amelyet Santi Quaranta romjai néven emlegetnek. Feltételezések szerint az építmény csak töredéke az eredetinek, amely 520 m hosszú lehetett.
- Téglából készült diadalív az Arco del Sacramento.
- Ponte Leproso, a Via Appia hídja a Sabato folyó felett.
- Az avellinói út menti termálfürdők romjai.
- A Bue Apis, melyet a helyiek bölénynek neveznek. Tulajdonképpen Ízisz-templomának bölény alakú alapja.

Számos ókori feliratot romot találunk a régi házakba beépítve. 1903-ban felfedezték Ízisz-templomának alapjait nem messze Traianus diadalívétől, számos egyiptomi, görög-római eredetű szoborral. A templomot Szent Barbatus, a város püspöke parancsára elbontották és anyagából megerősítették a védőfalakat, II. Konstantin bizánci császár hadainak visszaverése érdekében.

### Santa Sofia
A Santa Sofia 760-ból származó longobárd, kör alakú építmény, 23,5 m átmérőjű. A késő középkor egyik legjelentősebb épülete. A templomhoz tartozik egy 12. századi kolostor is. A templombelső eredeti freskói bizánci stílusban készültek és Jézus életéből vett jeleneteket ábrázoltak. A templom szinte teljesen megsemmisült az 1688-as földrengésben, később újjáépítették barokk stílusban. Az eredeti formáit az ujjáépítés során eltüntették és csak az 1951-es restaurálás után váltak ismét láthatóvá.

### Katedrális
A Santa Maria Assunta-katedrális építése a 9. században kezdődött. 1114-ben újjáépítették, majd 1279-ben harangtornyot építettek hozzá (campanile). A homlokzata a pisai gótika jegyeit viseli, domborművekkel díszített bronzkaputi román kori jellemvonásokat mutatnak. Belseje kéthajós, domborművek és színes mozaikok díszítik.

### Rocca dei Rettori
Benevento kastélya Rocca dei Rettori vagy Rocca di Manfredi néven ismert. A város legmagasabb pontján helyezkedik el, két fő bejárata van a Via Appia, illetve Via Traiana felől. Elsőként a szamniszok építettek ezen a helyen, majd a rómaiak, melyek emlékei ma is láthatóak a kastély kertjében. A későbbi bencés apátságot a középkorban alakították át a mai formájára, amikor a pápai követek (rettori) lakhelyül választották. A kastély két részből áll: a Torrione, melyet a longobárdok építettek, illetve a Palazzo dei Governatori, melyet a pápák követei építettek.

### Egyéb látnivalók
- Sant Ilario, Traianus diadalívétől nem messze, a Via Traiana mentén. VI. századi kis épület.
- Palazzo di Paolo V (16. század).
- San Salvatore, késő középkori templom.
- San Francesco alla Dogana, gótikus stílusjegyeket viselő templom.
- Annunziata, San Bartolomeo és San Filippo barokk templomai.